# Departamento de Ayérou
Ayérou es un departamento situado en la región de Tillabéri, en Níger. En diciembre de 2012 presentaba una población censada de 57 030 habitantes. Su chef-lieu es Ayérou.
Se ubica en el noroeste de la región. Fue creado en la reforma territorial de 2011 mediante la separación de parte del territorio del departamento de Tillabéri.

## Subdivisiones
Está formado por dos comunas rurales, que se muestran asimismo con población de diciembre de 2012:
- Ayérou (33 527 habitantes)
- Inates (23 503 habitantes)